# MTN 8 2024
La MTN 8 2024 è stata la 50ª edizione della MTN 8. La competizione è iniziata il 3 agosto ottobre 2024 ed è terminata il 5 ottobre successivo.
La squadra campione in carica è l'Orlando Pirates, che si è riconfermato vincendo il suo terzo titolo consecutivo.

## Formato
È una competizione a eliminazione diretta a cui partecipano le prime otto squadre classifica nella stagione precedente di Premier Division. I turni eliminatori sono a singola gara, con  andata e ritorno previsti solo nelle semifinali. In caso di pareggio si disputano i tempi supplementari e, se sussiste la parità, si passa ai tiri di rigore.

## Squadre partecipanti
| Squadra           | Città          | Stadio                            |
| ----------------- | -------------- | --------------------------------- |
| Cape Town City    | Città del Capo | Cape Town Stadium                 |
| M. Sundowns       | Pretoria       | Stadio Loftus Versfeld            |
| Orlando Pirates   | Johannesburg   | Orlando Stadium                   |
| Polokwane City    | Polokwane      | Old Peter Mokaba Stadium          |
| Stellenbosch      | Stellenbosch   | Stadio Danie Craven               |
| TS Galaxy         | Mbombela       | Mbombela Stadium                  |
| Sekhukhune United | Polokwane      | Peter Mokaba Stadium              |
| SuperSport Utd    | Pretoria       | Lucas Masterpieces Moripe Stadium |

## Partite

### Quarti di finale
| Squadra 1         | Risultato | Squadra 2      |
| ----------------- | --------- | -------------- |
| 3 agosto 2024     |           |                |
| Orlando Pirates   | 3 - 1     | SuperSport Utd |
| 4 agosto 2024     |           |                |
| Stellenbosch      | 3 - 1     | TS Galaxy      |
| Sekhukhune United | 0 - 1     | Cape Town City |
| M. Sundowns       | 1 - 0     | Polokwane City |

### Semifinali

#### Andata
| Squadra 1      | Risultato | Squadra 2       |
| -------------- | --------- | --------------- |
| 28 agosto 2024 |           |                 |
| M. Sundowns    | 0 - 1     | Stellenbosch    |
| Cape Town City | 1 - 1     | Orlando Pirates |

#### Ritorno
| Squadra 1        | Risultato | Squadra 2      |
| ---------------- | --------- | -------------- |
| 31 agosto 2024   |           |                |
| Orlando Pirates  | 2 - 0     | Cape Town City |
| 1 settembre 2024 |           |                |
| M. Sundowns      | 0 - 1     | Stellenbosch   |

### Finale
| Squadra 1       | Risultato | Squadra 2    |
| --------------- | --------- | ------------ |
| 5 ottobre 2024  |           |              |
| Orlando Pirates | 3 - 1     | Stellenbosch |